# Patinação artística na Universíada de Inverno de 1997 - Dança no gelo
A competição de dança no gelo da patinação artística na Universíada de Inverno de 1997 foi realizada em Jeonju, Coreia do Sul.

## Medalhistas
| Ouro   | RUS Olga Sharutenko / Dmitri Naumkin  |
| Prata  | RUS Nina Ulanova / Mikhail Stifunin   |
| Bronze | JPN Akiko Kinoshita / Yosuke Moriwaki |

## Resultados

### Geral
| Pos.              | Nome                                  | Nacionalidade | Pontos | DC | DO | DL |
| ----------------- | ------------------------------------- | ------------- | ------ | -- | -- | -- |
| Medalha de ouro   | Olga Sharutenko / Dmitri Naumkin      | Rússia        | 2.0    | 1  | 1  | 1  |
| Medalha de prata  | Nina Ulanova / Mikhail Stifunin       | Rússia        | 4.4    | 3  | 2  | 2  |
| Medalha de bronze | Akiko Kinoshita / Yosuke Moriwaki     | Japão         | 6.8    | 5  | 3  | 3  |
| 4                 | Aya Kawai / Hiroshi Tanaka            | Japão         | 8.0    | 4  | 4  | 4  |
| 5                 | Zhang Weina / Cao Xianming            | China         | 10.4   | 6  | 5  | 5  |
| 6                 | Sabine Weller / Vitali Schulz         | Alemanha      | 12.4   | 7  | 6  | 6  |
| 7                 | Olga Slobodova / Dmitriy Belik        | Uzbequistão   | 14.4   | 8  | 7  | 7  |
| 8                 | Kim Hee-jin / Kim Hyun-chul           | Coreia do Sul | 16.4   | 9  | 8  | 8  |
| WD                | Ekaterina Davydova / Roman Kostomarov | Rússia        | —      | 2  | WD |    |

Legenda
| Recorde mundial      | Recorde mundial (World record)               |                       | Recorde africano                      | Recorde africano (African) |                                           | Q | Classificado por posição (Qualified) |
| Recorde olímpico     | Recorde olímpico (Olympic record)            | Recorde da América    | Recorde da América (Americas)         | q                          | Classificado por melhor tempo (Qualified) |   |                                      |
| Melhor marca do ano  | Melhor marca do ano (World leading)          | Recorde asiático      | Recorde asiático (Asian)              | DNS                        | Não largou (Did not start)                |   |                                      |
| Recorde nacional     | Recorde nacional (National record)           | Recorde europeu       | Recorde europeu (European)            | DNF                        | Não terminou (Did not finish)             |   |                                      |
| Recorde pessoal      | Recorde pessoal do atleta (Personal best)    | Recorde da Oceania    | Recorde da Oceania (Oceania)          | DSQ / DQ                   | Desclassificado (Disqualified)            |   |                                      |
| Recorde da temporada | Recorde da temporada do atleta (Season best) | Recorde sul-americano | Recorde sul-americano (South America) | NM                         | Sem marca (No mark)                       |   |                                      |